# Wintersingen
Wintersingen är en ort och kommun i distriktet Sissach i kantonen Basel-Landschaft, Schweiz. Kommunen har 608 invånare (2023).